# Vojnić
Vojnić és un municipi de Croàcia, al comtat de Karlovac. Hi ha 4.764 habitants, 45% dels quals són serbis i el 37% dels quals són croats. Fins al 1918 Vojnić (anomenat VOINIC el 1850) havia format part de la monarquia Habsburg (Regne de Croàcia-Eslavònia) i a partir del compromís de 1867, va passar a mans de la Frontera Militar.

## Pobles del municipi de Vojnić
- Johovo
- Jagrovac
- Dunjak
- Krstinja
- Kupljensko
- Miholjsko
- Kolarić
- Živković Kosa
- Knežević Kosa